# Browning Hi-Power
Browning Hi-Power, hoặc Browning High-Power (tạm dịch sang tiếng Việt là Browning sức mạnh cao) là một loại súng lục, súng ngắn bán tự động được thiết kế bởi hai nhà thiết kế vũ khí nổi tiếng, một người Mỹ và một người Bỉ là John Browning và Dieudonné Saive. Mặc dù John Browning mất năm 1926 nhưng ông cũng đóng góp được phần nào cho sản phẩm này, súng lục này được bắt đầu thiết kế vào năm 1914 nhưng mãi đến năm 1935 nó mới thành công.
Súng này còn có tên nhiều tên gọi khác nhau như là Browning HP, P35, GP (ở nước Pháp gọi, viết tắt cho chữ "Grande Puissance") và BAP (có nghĩa là Browning Automatic Pistol).
Súng lục này có độ chính xác cao nếu có gắn giảm thanh hoặc không có, trong thời gian thế chiến thứ hai diễn ra thì nó là loại súng được nhiều lực lượng kháng chiến ưa chuộng vì nó có thể gắn giảm thanh, điều đó làm cho việc ám sát các sĩ quan Đức Quốc xã dễ dàng hơn. Browning Hi-Power là một trong những khẩu súng lục được sử dụng rộng rãi nhất thời đại, điều thú vị là nó được hơn 50 quốc gia trên thế giới mua và trao lại cho quân đội của họ sử dụng.

## Các quốc gia sử dụng
- Bỉ
- Hoa Kỳ
- Anh Quốc
- Úc
- Argentina
- Áo
- Ai Cập
- Iran
- Iraq
- Israel
- Ireland
- Indonesia
- Pháp
- Việt Nam
- Lào
- Hàn Quốc
- Bắc Triều Tiên
- Trung Quốc
- Hồng Kông
- Liên Xô
- Nga
- Nhật Bản
- Mông Cổ
- Canada
- México
- Chi Lê
- Chad
- Brunei
- Burundi
- Campuchia
- Bồ Đào Nha
- Bangladesh
- Ba Lan
- Hà Lan
- Phần Lan
- Sudan
- Sri Lanka
- Sierra Leone
- Togo
- Tanzania
- Thổ Nhĩ Kỳ
- Ả Rập Saudi
- Liberia
- Libya
- Litva
- Brasil
- Jordan
- Jamaica
- Ấn Độ
- Hungary
- Hy Lạp
- Colombia
- Cuba
- Ecuador
- Đan Mạch
- Na Uy
- El Salvador
- Botswana
- Bolivia
- Hà Lan
- New Zealand
- Peru
- Myanmar
- Oman
- Panama
- Philippines
- Rhodesia
- Singapore
- Ethiopia
- Luxembourg
- Barbados
- Malaysia
- Mozambique
- Đức
- Haiti
- Ý
- Maroc
- Bulgaria
- Thái Lan